# Vena poplitea
La vena poplitea è una vena che si viene a formare dalla giunzione della vena piccola safena, delle vene tibiali posteriori e delle vene tibiali anteriori sul bordo inferiore del muscolo popliteo sul lato mediale dell'arteria poplitea. Ascendendo passa attraverso l'apertura dell'adduttore per diventare la vena femorale.